# Barta Lajos (szobrász)
Barta Lajos (Budapest, 1899. március 9. – Köln, 1986. május 8.) szobrász, Barta István (1892–1976) festő és Barta Mária (1897–1969) festő testvére.

## Életpályája
1899. március 9-én született Barta (Bek) Gyula (1857–1922) borkereskedő és Bródy Gizella (1864–1956) gyermekeként. 1911-től a Budapesti Iparművészeti Főiskola növendéke, ahol Zutt Richard keramikus tanítványa volt. 1915–1916-ban Telcs Ede magántanítványa. 1920–1922 között itáliai tanulmányúton járt. Közben Milánóban egy terrakottaüzemben dolgozott szakmunkásként. 1923–1924-ben Budapesten a Tim terrakotta üzem munkatársa volt. 
1925–1927-ben, párizsi tartózkodása alatt kapcsolatba került a modern művészeti törekvésekkel. 1927-től újra Budapesten élt. 1932-ben megismerkedett Rozsda Endrével, aki figyelmét a modern művészeti törekvések felé fordította. 1938-tól 1943-ig Rozsdával Párizsban éltek. Barta Lajos kapcsolatba került a szürrealistákkal és megalkotta első absztrakt műveit. 1943-ban hamis papírokkal visszatért Budapestre. 1945-től az Európai Iskola tagja volt, annak megszűnéséig. 1949-től a Várkert bazársorban kapott műtermet, és ott dolgozott. 1962–1963-ban újra Párizsban járt. 1963–1965-ben a kecskeméti művésztelepen dolgozott. 1965-ben az NSZK-ba költözött, ahol először a rolandsecki művésztelepen kapott műtermet, majd Kölnben telepedett le. 1970–74-ben egy jelentős magánmegbízatás folytán Párizsban dolgozott. 1975-től több monumentális megbízást kapott az NSZK-ban.
Kölnben hunyt el, 87 évesen, 1986. május 8-án.

## Munkássága
Művészetében sajátos módon ötvözte a klasszikus avantgárd törekvéseit a Kelet-európai folklorisztikus hagyományokkal. Minden művét áthatja egyfajta archaikus erő, amely a természeti formák egyszerűségét követi. A természethez fogható változatosság jellemzi a végletekig letisztított geometrikus formákból (gömb, oszlop, spirál) építkező művészetét. 
Rajzain és plasztikáin a szecesszió, az art deco, a szürrealizmus és a nonfiguratív művészet hatása egyaránt fellelhető. Barta Lajos azon kevesek közé tartozott, akik hűek maradtak az 1940-es évek modernségéhez, és az 1960-as, 1970-es évek megváltozott légkörében is a klasszikus avantgárd eszme- és formatörekvései irányították. Tevékenysége e téren hiánypótló és egyedülálló mind a magyar, mind a német művészetben. 
Pályája végére formanyelve teljesen letisztult, utalásszerűen egyszerű geometrikus formái magukba sűrítik a természet valamennyi alakzatát. Plasztikái így egyszerre absztraktak és organikusak.

## Fontosabb egyéni kiállításai
- Köln (BDA, Galerie Mathias, 1968)
- Paris (Galerie Chevalier, 1974)
- Hamburg és Bonn (Galerie Wönsche, 1976, 1977)
- Köln (Artother, 1981)
- Székesfehérvár (István Király Múzeum, emlékkiállítás a művész által ajándékozott művekből, 1986).

## Ismert művei
- Menyasszony I. (1949)
- Hősi emlék (1950 körül)
- Érzékenység (1958)
- Névtelen (1963 körül)
- A titkok kapuja (1969 körül)